# هانك فيشر
هانك فيشر (بالإنجليزية: Hank Fischer) هو لاعب كرة قاعدة أمريكي، ولد في 11 يناير 1940 في يونكيرس في الولايات المتحدة.

## وصلات خارجية
- هانك فيشر على موقع دوري كرة القاعدة الرئيسي (الإنجليزية)
- هانك فيشر على موقعبيزبول رفرنس.كوم (الدوري الرئيسي) (الإنجليزية)
- هانك فيشر على موقعبيزبول رفرنس.كوم (الدوري الثانوي) (الإنجليزية)
- هانك فيشر على موقع جمعية أبحاث البيسبول الأمريكية (الإنجليزية)